# Siloca campestrata
Siloca campestrata är en spindelart som beskrevs av Simon 1902. Siloca campestrata ingår i släktet Siloca och familjen hoppspindlar. Inga underarter finns listade i Catalogue of Life.